# 마요라나 방정식
마요라나 방정식(이탈리아어:  Equazione di Majorana)은 상대론적 파동 방정식이다. 디랙 방정식과 유사하지만 방정식에는 입자 공액이 포함된다. 이 방정식은 이탈리아 물리학자인 에토레 마요라나(Ettore Majorana)가 제출했다.
마요라나 방정식은 파인만 표기법의 형식에서는 다음과 같다.
{\displaystyle i{\partial \!\!\!/}\psi -m\psi _{c}=0\qquad \qquad (1)}
여기서 입자의 공액 {\displaystyle \psi _{c}} 는
{\displaystyle \psi _{c}=\gamma ^{2}\psi ^{*}}
라고 정의된다.
방정식 {\displaystyle (1)} 은 다음과 같이 갈아쓸 수 있다.
{\displaystyle i{\partial \!\!\!/}\psi _{c}-m\psi =0\qquad \qquad (2)}
만약 {\displaystyle \psi =\psi _{c}}였다면, {\displaystyle \psi } 를 마요라나 스핀 장이라고 칭한다. 디랙 스핀 장과는 달리, 마요라나 스핀 장은 로렌츠 군에 있어서 실수로 나타내므로, 충분히 스핀 장을 그 복소 공액과 함께 동일한 식 중에 포함될 수 있다. 실제로 이것은 마요라나 스핀 장을 항상 4개 실부로 표현하는 방법이 있다는 것을 의미한다.
마요라나 방정식을 만족하는 입자를 "마요라나 입자"라고 하며, 이것은 입자가 동시에 자신의 반입자임을 의미한다. 표준 모형에서 어떠한 입자도 아직까지 이런 종류 성질을 가지고 있다고 기술되지 않는다. 그러나 현재 중성미자가 마요라나 입자 일종인 가능성은 아직 배제되지 않는다. 중성미자가 마요라나 방정식을 만족한다면 중성미자를 방출하지 않는 이중 베타 붕괴를 관측할 기회가 있게 된다. 현재 중성미자가 마요라나 입자인지 아닌지 그 여부를 입증하려는 많은 실험이 있다.

## 참조
- 마요라나 페르미온
- 파인맨의 슬래시 기법
- 중성미자
- 베타 붕괴